# ピクピクン
ピクピクン（ピクピクン☆、1977年（昭和52年）7月23日 - ）は、栃木県出身の日本の漫画家、ミュージシャン。本名：石岡 隆一。主に男性向けの成人向け漫画を描いている。

## 来歴
新田たつお、片倉政憲のアシスタントを経て、ホストや風俗店の呼び込みの仕事をしていた。その後、安野モヨコ、ピロンタンのアシスタントを順に務めた後に漫画家デビュー。ぶんか社発行の『本当にあった笑える話Pinky』では、カリスマえろ漫画家として、企画に参加している。2014年10月からは、米農家としての知識と経験を活かした農業漫画「ネッチョリ稲作日記 〜コノホシヲハラマセシモノ〜」をヤングマガジンサードにて連載。

## 人物
成人向け漫画家という職業やブログ・Twitterなどで発信する過激な下ネタと、ビジュアル系風の外見とのギャップが注目され、インターネット上を中心に「イケメンエロ漫画家」として話題を集める。本業である漫画家以外にも、消防団員（機械長）、米農家、バンド『Darling Of The Earth』のボーカル、「ハグ屋」など、多彩な肩書きを持つ。また、前述のようにホストをしていた経験もある。ペンネームの由来はピルクルからで、ファンのことを「ピクラー」と呼ぶ。
2012年に自慰行為のしすぎで陰部に裂傷を負って休載、2015年には田植え作業のために休載して、ネットなどでも話題になった。
2010年、『東方Project』同人CDの『ウルトラ☆テング』で歌手として参加した。
「レル」と名付けたリアルラブドールを所有しているが、エラストマーアレルギーのため触れることが出来ず、本来の用途では一切使用していない。

## 作品

### 漫画
- 処女藍（平和出版、2001年11月）ISBN 4-860-56001-9
- 処女連続中出し120分（松文館、2002年9月）ISBN 4-790-10926-7
- 中出し処女神話（松文館、2004年4月）ISBN 4-790-11260-8
- 膣内でオシッコ（松文館、2008年4月）ISBN 4-790-12103-8
- ティヤの桃膜（ケータイ配信『Handy コミック (現BookLive!コミック)』、2011年〜）
- S級処女ドックン100連発（ケータイ配信『Handy コミック (現BookLive!コミック)』、2011年〜）
- ネッチョリ稲作日記 〜コノホシヲハラマセシモノ〜 (講談社ヤングマガジンサード、2014年10月〜)

### CD、CD-ROM
- デンジャラス万華鏡 （自主制作CD、2011年）
- 妄想こづくりデート(ピクピクン編)写真集（自主制作CD-ROM、2011年）

## 出演

### ゲーム
- 劇団プリンス（2019年、筋肉）[10]

### インターネット番組
- ニコニコワークショップ（公式ニコニコ生放送）
  - 声優ワークショップ『学園ハンサム』編（2017年1月12日） - 生徒
  - 呟き!バズ講座（2017年2月5日） - 講師
  - 春に採れる!食べれる!雑草&いきもの ワークショップ（2017年3月23日） - 生徒
  - ピクピクン☆、野田草履の喧嘩凸スクール（2017年5月11日） - 生徒
  - 紙ペンゲームワークショップ（2017年6月1日） - プレイヤー
  - 【朗報】おまいらに誰でもモテモテになれる方法を教える（2017年7月27日） - 講師
  - 『幸せ』を引き寄せよう! Happyワークショップ（2017年8月17日） - 生徒
  - 編集者と漫画家の裏側大公開!（2018年1月11日） - MC
  - ご注文は税理士ですか? 確定申告ワークショップ（2018年2月8日） - 生徒
  - 同人って儲かるの? 近くて遠い同人誌の世界ワークショップ（2018年3月22日）[11] - MC
- ABEMA Prime（2020年1月 ‐ 、AbemaTV） - コメンテーターとして曜日を問わず準レギュラー出演